# Black Sails (Computerspiel)
Black Sails: Das Geisterschiff ist ein in Deutschland entwickeltes Point-and-Click-Adventure aus dem Jahr 2010, das für PCs mit Windows-Betriebssystem erschien. Entwickler war das Frankfurter Studio Deck13, das bereits die Ankh-Trilogie sowie das Rollenspiel Venetica schuf.

## Handlung
Black Sails spielt im Jahr 1884. Die junge Reporterin Anna ist geschäftlich unterwegs nach Portugal, als ihr Schiff plötzlich sinkt. Entkräftet findet sie sich im eiskalten Wasser wieder, zusammen mit einem anderen Passagier namens Lex. Ein Segelschiff zieht an ihnen vorbei. Trotz verzweifelter Hilferufe erhalten die beiden keine Antwort. Sie können an Bord des Segelschiffes klettern und beginnen, die dunklen Geheimnisse des Zweimasters aufzudecken. Anna findet auf dem Schiff verteilt Tagebuchseiten, auf denen immer wieder eine gewisse Fiona erwähnt wird. Sie wird von bizarren Träumen geplagt, in denen Fiona vorkommt. Anna kann das Geheimnis lüften, obwohl sie zum Schluss ihrem Verstand nicht mehr trauen kann.

## Spielprinzip und Technik
Black Sails ist ein 3D-Point-and-Click-Adventure. Aus Polygonen zusammengesetzte, dreidimensionale Figuren agieren in ebenfalls dreidimensionalen Kulissen. Mit der Maus kann der Spieler seine Spielfigur durch die Örtlichkeiten bewegen und mit den Maustasten Aktionen einleiten, die den Spielcharakter mit seiner Umwelt interagieren lassen. Anna kann so Gegenstände finden, sie auf die Umgebung oder andere Gegenstände anwenden und mit NPCs kommunizieren. Mit fortschreitendem Handlungsverlauf werden weitere Orte freigeschaltet. Die Kamera zeigt dabei das Geschehen aus einer variablen Perspektive; verlässt der Spieler das Sichtfeld, bewegt sich die Kamera und nimmt eine neue, bessere Position ein.

## Produktionsnotizen
Obwohl das Spiel bereits 2010 durch den Publisher Astragon in Deutschland veröffentlicht wurde, dauerte es bis September 2015, bis eine englischsprachige Version außerhalb des deutschen Sprachraums erschien. Diese wurde von Deck13 selbst veröffentlicht und erschien als Black Sails: The Ghost Ship auf der digitalen Distributionsplattform Steam.

### Sprecher
| Rolle                 | Deutscher Sprecher |
| --------------------- | ------------------ |
| Anna                  | Natascha Geisler   |
| Lex                   | Frank Schaff       |
| Fiona                 | Luisa Wietzorek    |
| Charles Márquez       | Werner Ziebig      |
| Doktor Eduardo Juarez | Kaspar Eichel      |
| Boy W. Head           | Andreas Hosang     |
| César                 | Tilo Schmitz       |

## Rezeption
Das Fachmagazin Adventure-Treff lobte die Atmosphäre und den Spielfluss des Spiels und stellte heraus, dass Black Sails als eines von wenigen zeitgenössischen Adventures auf das Strecken der Spielzeit durch auf die Handlung aufgesetzte Rätseleinlagen verzichte; das Spiel spiele sich dadurch sehr „kompakt“. Das Magazin kritisierte die sich hieraus ergebende, kurze Spielzeit, altbackene Grafik und ein abruptes Ende; diese Punkte seien einem mutmaßlich geringem Budget geschuldet. Das deutschsprachige Magazin 4Players lobte eine gruselige Grundstimmung sowie ein für Gelegenheitsspieler optimiertes Interface und kritisierte lediglich die geringe Spielzeit von etwa sechs Stunden. Rezensent Jan Wöbbeking bezeichnete die Rätsel des Spiels als logisch aufgebaut, aber wenig innovativ.